# Liban aux Jeux olympiques d'hiver de 2002
Le Liban participe aux Jeux olympiques d'hiver de 2002 à Salt Lake City.

## Athlètes engagés
Deux skieurs alpins libanais se sont qualifiés pour ces Jeux olympiques, Niki Fürstauer (en) et Chirine Njeim.